# Natalia Figueroa Gamboa
Natalia Figueroa Gamboa  (Sant Sebastià, Guipúscoa, 10 d'agost de 1939) és una periodista i escriptora espanyola.

## Biografia
Nascuda en el si d'una família de l'aristocràcia espanyola, és filla de Agustín de Figueroa, marquès de Santo Floro, neta del comte de Romanones i besneta d'Alonso Martínez; va decidir des de molt jove dedicar-se al món de la comunicació.
Va fer els seus primers passos a la televisió, en ser contractada per Televisió Espanyola per a presentar alguns capítols de la sèrie Por los caminos de España (1966). En aquella època, va conrear també la traducció, com l'obra de teatre El caballo desvanecido (1967), de Françoise Sagan.
Més tard va presentar, també a Televisió Espanyola, Luz verde (1966-1968), magazín dirigit per Antonio Mercero i il·lustrat per Chumy Chúmez, que li va permetre entrevistar personatges diversos del moment; Nuevas gentes (1968), i Si las piedras hablaran (1972-1973), amb la direcció de Mario Camus i guions d'Antonio Gala.
El 14 de juliol de 1972 va contreure matrimoni a Venècia amb el cantant Raphael, amb el qual ha tingut tres fills: Jacobo, Alejandra i Manuel Martos, aquest últim vocalista de la banda de pop rock MOTA i casat amb Amelia Bono, filla del polític José Bono. Figueroa té vuit nets: Nicolás, Julia, Manuela, Carlos, Jorge, Manuel, Gonzalo i Jaime.
Allunyada durant algun temps de l'activitat professional, la va reprendre per a col·laborar esporàdicament en el diari ABC i després a La Razón, a més de col·laborar amb María Teresa Campos en el programa de ràdio La tarde de Cope.
Va pledejar judicialment durant anys amb el seu germà Agustín per l'herència del títol nobiliari de Marquesat de Santo Floro.
És autora de diversos llibres, com ara Decía el viento (1957), Palabras nuevas (1960) o Tipos de ahora mismo (1970).
En 2007 es va estrenar com a actriu de doblatge, prestant la seva veu a la versió en castellà de la pel·lícula de Disney Descubriendo a los Robinsons.

## Premis
El 1974 va rebre el Premi Antena de Oro, per la seva labor al capdavant del programa Si las piedras hablaran.